# Brug van Wien
De brug van Wien is een elektrische schakeling, gebaseerd op de brug van Wheatstone, voor het bepalen van de frequentie van een sinusvormige spanning door middel van een gekalibreerde weerstand en een condensator. De schakeling is genoemd naar de Duitse natuurkundige Max Wien.

## Werking

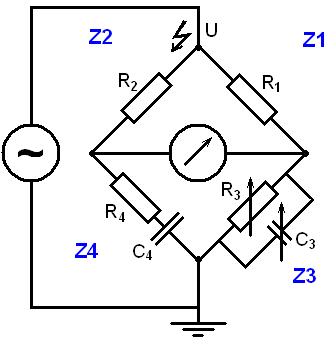
Brug van Wien

Zoals in nevenstaande figuur te zien is, bestaat de brug van Wien uit een tak met bovenin een weerstand {\displaystyle R_{1}} en onderin een parallelschakeling van een variabele weerstand {\displaystyle R_{3}} en een variabele condensator {\displaystyle C_{3}}. De andere tak heeft bovenin een weerstand {\displaystyle R_{2}} en onderin een serieschakeling van een weerstand {\displaystyle R_{4}} en een condensator {\displaystyle C_{4}}. De spanningsbron levert een sinusvormige spanning met hoekfrequentie {\displaystyle \omega }.
De individuele impedanties van de delen van de takken zijn:
{\displaystyle Z_{1}=R_{1}}
{\displaystyle Z_{2}=R_{2}}
{\displaystyle Z_{3}={\frac {1}{{\frac {1}{R_{3}}}+j\omega C_{3}}}}
{\displaystyle Z_{4}=R_{4}+{\frac {1}{j\omega C_{4}}}}
Als de brug in evenwicht is, geldt:
{\displaystyle {\frac {Z_{1}}{Z_{3}}}={\frac {Z_{2}}{Z_{4}}}}
Dat betekent:
{\displaystyle R_{1}\left({\frac {1}{R_{3}}}+j\omega C_{3}\right)={\frac {R_{2}}{R_{4}+{\frac {1}{j\omega C_{4}}}}}},
of na herschikking
{\displaystyle {\frac {R_{2}}{R_{1}}}=\left({\frac {1}{R_{3}}}+j\omega C_{3}\right)\left(R_{4}+{\frac {1}{j\omega C_{4}}}\right)={\frac {R_{4}}{R_{3}}}+{\frac {C_{3}}{C_{4}}}+j\left(\omega R_{4}C_{3}-{\frac {1}{\omega R_{3}C_{4}}}\right)}
Zowel de reële als de imaginaire delen moeten aan elkaar gelijk zijn, waaruit volgt:
{\displaystyle {\frac {R_{2}}{R_{1}}}={\frac {R_{4}}{R_{3}}}+{\frac {C_{3}}{C_{4}}}}
en
{\displaystyle \omega ^{2}={\frac {1}{R_{3}R_{4}C_{3}C_{4}}}}
Graetz ·
H-brug ·
Hay ·
Maxwell ·
De Sauty ·
Schering ·
Thomson (Kelvin) ·
Wheatstone ·
Wien